# Journey (film 1995)
Journey è un film per la televisione del 1995 diretto da Tom McLoughlin.